# Хутірська вулиця (Київ)
Хутірська́ ву́лиця — вулиця в Голосіївському районі міста Києва, селище Мишоловка. Пролягає від Хутірського провулку до Золотоніської вулиці.

## Історія
Вулиця виникла в середині XX століття під назвою 41-ша Нова. Сучасна назва — з 1944 року.